# Митрополит бачки Иринеј
Иринеј (световно Мирко Буловић; Станишић, 11. фебруар 1947) је архиепископ новосадски и митрополит бачки. Бивши је викарни епископ моравички (1989—1990). и универзитетски професор. Администратор је Епархије аустријске.

## Биографија
Породица Буловић потиче из Бителића код Сиња у Далмацији.
Родитељи су му Михаило и Зорка (рођ. Каранушић). Основну школу је завршио у родном месту, а гимназију у Сомбору (1965). Дипломирао је на Богословском факултету у Београду (1969). За време студија примио је монашки постриг од  архимандрита Јустина Поповића. Тадашњи епископ рашко-призренски Павле Стојчевић (касније патријарх српски) рукоположио га је за јерођакона, а потом за јеромонаха.
Боравио је у манастиру Острогу од 1969. до 1970. године. Десетогодишњи период од 1970. до 1980. године провео је у Атини на постдипломским студијама на богословском факултету где је одбранио докторску дисертацију. Након студијског боравка у Паризу, на руском Богословском институту Светог Сергија (1980—1981), изабран је за доцента на Богословском факултету у Београду. Пензионисан је као редовни професор и шеф катедре (2015), а обављао је дужност декана Православног богословског факултета у четири мандата.

### Епископ
На редовном заседању Светог архијерејског сабора (1989) изабран је за викарног епископа моравичког, помоћника патријарху српском. Након хиротоније у Пећкој Патријаршији, дана 20. маја 1990. године, изабран је за епархијског епископа бачког и устоличен у Новом Саду, дана 23. децембра исте године. Објавио је многе богословске текстове, научне и популарне, као и доста превода. Десетак година је уређивао Православни мисионар, популарни часопис у синодском издању.
Дужи низ година врши дужност портпарола Српске православне цркве. Био је администратор новоосноване Епархије аустријско-швајцарске од 2011. до 2014. године. У више наврата је био члан Светог архијерејског синода. Члан је Свеправославне комисије за дијалог са Римокатоличком црквом и Свеправославне комисије за дијалог са лутеранима. Такође, члан је Удружења књижевника Србије.
Епископ Иринеј говори грчки, италијански, немачки, руски и француски језик.

## Награде
- Новембарска повеље Града Новог Сада (2020)[7]
- Средњи крст ордена за заслуге, Република Мађарска (2021)[8][9]
- Крст вожда Ђорђа Стратимировића (2021)[10][11]
- Орден Свете Марије Магдалине (2024), Пољска православна црква[12]